# Alexander Georgiev
Pour les articles homonymes, voir Georgiev.
Alexander Sergueïevitch Georgiev (russe : Александр Серге́евич Георгиев), né le 17 juillet 1975 dans l'oblast de Novgorod (Russie), est un damiste russe qui a remporté trois fois le titre de champion d'Europe (1995, 2006 et 2010) et dix fois le titre de champion du monde entre 2002 et 2019, égalant le record d'Alexeï Tchijov. Il remporte notamment en 2015 à la fois le format tournoi et le format match. Il pratique aussi les dames brésiliennes, il a remporté le championnat du monde en 2016 ; ainsi que les dames frisonnes dont il a remporté le championnat d'Europe en 2017.

## Participation au championnat d'Europe et du monde de dames internationales
| Année | Compétition | Lieu            | type (tournoi/match)              | Résultat    | Classement |
| ----- | ----------- | --------------- | --------------------------------- | ----------- | ---------- |
| 1995  | CE          | Lubliniec       | tournoi                           | +12 =7 −0   | 1          |
| 1996  | CM          | Abidjan         | tournoi                           | +3 =7 −1    | 4          |
| 1999  | CE          | Hoogezand       | tournoi                           | +4 =7 −4    | 8          |
| 2001  | CM          | Moscou          | tournoi                           | +4 =10 −2   | 7          |
| 2002  | CE          | Dombourg        | tournoi (play-off)                |             | 2          |
| 2003  | CM          | Iakoutsk        | match contre Alexeï Tchijov       |             | 1          |
| 2003  | CM          | Zwartsluis      | tournoi                           | +6 =13 −0   | 1 *        |
| 2004  | CM          | Oufa / Ijevsk   | match contre Alexeï Tchijov       |             | 1          |
| 2005  | CM          | Amsterdam       | tournoi                           | +1 =9 −1 ** | 9          |
| 2006  | CM          | Iakoutsk        | match contre Alexeï Tchijov       |             | 1          |
| 2006  | CE          | Bovec           | tournoi (système suisse)          | +4 =6 −0    | 1          |
| 2007  | CM          | Hardenberg      | tournoi                           | +5 =14 −0   | 3          |
| 2008  | CE          | Tallinn         | tournoi (système suisse)          | +3 =6 −0    | 2          |
| 2009  | CM          |                 | match contre Alexander Schwarzman |             | 2 ***      |
| 2010  | CE          | Zakopane        | tournoi (système suisse)          | +4 =5 −0    | 1          |
| 2011  | CM          | Emmeloord / Urk | tournoi                           | +7 =12 −0   | 1          |
| 2012  | CE          | Emmen           | tournoi (système suisse)          | +2 =7 −0    | 8          |
| 2013  | CM          | Tallinn         | match contre Alexander Schwarzman |             | 1          |
| 2013  | CM          | Oufa            | tournoi                           | +4 =7 −0 ** | 1          |
| 2014  | CE          | Tallinn         | tournoi (système suisse)          | +2 =7 −0    | 11         |
| 2015  | CM          | Izmir           | match contre Jean Marc Ndjofang   |             | 1 ****     |
| 2015  | CM          | Emmen           | tournoi                           | +6 =13 −0   | 1          |
| 2017  | CM          | Tallinn         | tournoi                           | +1 =9 −1 ** | 7          |
| 2019  | CM          | Yamoussoukro    | tournoi                           | +9 =10 −0   | 1          |

* Blitz.
** Score de la finale.
*** Égalité à la fin du match, vainqueur déterminé à l'issue du départage.
**** Égalité sur le format classique, départage sur les parties rapides.